# When I'm Gone
„When I'm Gone“ je píseň švédského DJ Alesso a americké zpěvačky Katy Perry. Píseň byla vydána 29. prosince 2021, ve stejný den, kdy začíná její první koncertní rezidence Play v Las Vegas, USA. Videoklip k písni bude mít premiéru 22. ledna 2022 během poločasu 2022 College Football Playoff National Championship na ESPN.

## Zveřejnění
Dne 15. prosince 2021 Perry zveřejnila krátkou ukázku písně a videoklipu na svých sociálních sítích. Den před vydáním písně zpěvačka prozradila, že píseň je rovněž zařazena do setlistu koncertní rezidence Play. V rozhovoru pro Zana Loweho Perry a Alesso, že nápad píseň přišel už zhruba před rokem a půl, kdy se Perry začala připravovat na rezidenci, ale až teď ji přišlo správné píseň vydat, aby „dodala novou krev“ připravované show. Alesso ve stejném rozhovoru také zmínil, že byl nadšen, že se Perry velmi angažovala v tvorbě písně a že to nebylo „jakoby dělal celou píseň sám“. 31. prosince 2021 bylo vystoupení písně s Play zahrnuto ve speciálu New Year's Eve Live od CNN.

## Videoklip
Doprovodný videoklip byl zveřejněný 10. ledna 2022 během 2022 College Football Playoff National Championship. Video pro se „When I'm Gone“ se stalo prvním videoklipem, který mělo svou premiéru na ESPN. Video obsahuje Boston Dynamics robota jménem „Spot“, který se ve video jmenuje „Nugget“ podle zpěvaččina psa.
Byl režírovaný Hannah Lux Davis v aktivním pivovaru Bud. Uvedla: „Chtěli jsme udělat něco, co bylo jako Black Mirror. Lehce futuristické ale aby sto stále bylo reálné. Prostě tech sci-fi ale popově.“

## Žebříček úspěšnosti
| Země                            | Pozice (2022) |
| ------------------------------- | ------------- |
| Austrálie (ARIA)                | 96            |
| Belgie (Ultratip Flanders)      | 48            |
| Česko (Singles Digitál Top 100) | 71            |
| Kanada (Billboard)              | 38            |
| Nizozemsko (Dutch Top 40)       | 34            |
| Nový Zéland (RMNZ)              | 5             |
| UK (Official Charts Company)    | 59            |
| USA (Billboard)                 | 3             |